# اوکی مستر
اوکی مستر(به انگلیسی: OK Mister)به کارگردانی و نویسندگی پرویز کیمیاوی ساخته شده است که در آن چند بازیگر غیرایرانی نیز نقش‌آفرینی داشته‌اند. این فیلم همزمان با به وقوع پیوستن انقلاب اسلامی ایران در سال ۱۳۵۷ توقیف شد و هرگز به نمایش همگانی درنیامد. اوکی مستر از نخستین فیلم‌های توقیف شده پس از انقلاب به‌شمار می‌رود. فرخ غفاری در نقش یک آمریکایی استعمارگر نقش‌آفرینی کرده‌ است.

## داستان فیلم
ویلیام ناکس دارسی (با بازی فرخ غفاری) ناگهان وارد یکی از دهات ایران می‌شود. هدف او به دست آوردن امتیاز استخراج نفت است. اهالی از او استقبال درخشانی نمی‌کنند، بنابراین سعی دارسی به تغییر دادن عقاید و سنت‌های اهالی صرف می‌شود.
او با همیاری دستیارانش دختری به نام سیندرلا (با بازی اریکا ماز) را وارد ده می‌کند. با ورود سیندرلا محصولات و مصنوعات غرب هم وارد ده می‌شود: مثل کوکاکولا، رادیو و تلویزیون. در این ده تنها یک نفر به مقابله با این پدیده‌ها به پا می‌خیزد و او پیر ده است. به مرور زمان اهالی لهجه و زبان خود را از دست می‌دهند و به انگلیسی تکلم می‌کنند.
با تمام این اوصاف ناکس دارسی هنوز اطمینان کامل به عقد قرارداد جهت استخراج نفت ندارد. در این بین تجاوزی به سیندرلا صورت می‌گیرد و این قضیه باعث می‌شود تا دارسی بتواند مستمسکی داشته باشد تا از اهالی ده ادعای خسارت کند. تاوان این خسارت هم استخراج و اکتشاف نفت است.
پیر ده، در این میان، تنها کسی است که کوشش دارد اهالی را نسبت به اصالت هایشان آگاه کند. اما اهالی آنچنان جذب زرق و برق‌های وارداتی شده‌اند که این مسئله را فراموش می‌کنند. در انتها تجاوز به سیندرلا و توهینی که از طرف ناکس دارسی به اهالی می‌شود باعث هوشیاری مردم شده و دست به اقدامی می‌زنند که موجب ویرانی خودشان و رفتن دارسی از ده می‌شود.
در آخر ده می‌ماند و نفت فروش‌ها و تمام منازل و فضای ده را که پلاستیک و کاغذ رنگی پر کرده است.

## منبع
1. ↑  «اوکی مستر». بایگانی‌شده از اصلی در ۲۷ مارس ۲۰۰۷. دریافت‌شده در ۹ ژانویه ۲۰۲۰.

- «اکی مستر». سوره‌سینما. دریافت‌شده در ۳۰ اوت ۲۰۱۳.
- «لیست کامل عوامل فیلم اکی مستر». سوره‌سینما. دریافت‌شده در ۳۰ اوت ۲۰۱۳.